# Erich Janschke
Erich Janschke (* 19. Juni 1941 in Dankmarshausen; † 15. November 1962 bei Untersuhl) war ein Todesopfer an der innerdeutschen Grenze.

## Leben
Der 1960 aus der DDR geflüchtete Janschke versuchte am 15. November 1962, in der Nähe seines Heimatortes zusammen mit Klaus Körner in die DDR zu gelangen. Dabei lösten sie eine Mine aus, die sie tödlich verletzte. Die DDR-Grenzer nahmen die Detonation zwar wahr, vermuteten jedoch ein Wildschwein als Ursache. Am 14. Dezember 1962 wurden ihre verwesten Leichen bei Instandsetzungsarbeiten an der Drahtsperre entdeckt. Dies hatte weitreichende Konsequenzen: Der damalige Chef des Kommandos Grenze der NVA, Erich Peter, ordnete an, künftig die Ursache von Minenexplosionen in Erfahrung zu bringen. Der stellvertretende Minister für Nationale Verteidigung, Waldemar Verner, teilte Erich Honecker, der damals ZK-Sekretär für Sicherheitsfragen war, mit, dass man künftig das Problem der Unkrautvernichtung im Grenzstreifen "zweckmäßiger angehen" werde.
Der für die Verlegung der Minen zuständige Offizier wurde im April 2001 vom Landgericht Mühlhausen freigesprochen, da die Getöteten die Explosionsgefahr bewusst in Kauf genommen hätten.